# Niklas Schmidt
Niklas Schmidt (1 de março de 1998) é um futebolista profissional alemão que atua como meia.

## Carreira
Niklas Schmidt começou a carreira no Werder Bremen.